# 2015, Inc.
2015, Inc. (uitspraak twenty fifteen) is een computerspelontwikkelaar opgericht door Tom Kudirka. Het bedrijf is gevestigd in Tulsa, Oklahoma.
Nadat 2015, Inc. Medal of Honor: Allied Assault had gemaakt vertrok een groot deel van de werknemers naar Infinity Ward dat later Call of Duty-spellen zou maken.

## Games
| Titel                          | Release jaar | Platform |
| ------------------------------ | ------------ | -------- |
| SiN: Wages of Sin              | 1999         | PC       |
| Laser Arena                    | 2000         | PC       |
| CIA Operative: Solo Missions   | 2001         | PC       |
| Medal of Honor: Allied Assault | 2002         | PC       |
| Men of Valor                   | 2004         | PC, Xbox |